# Club de Deportes Antofagasta (femenino)
Club de Deportes Antofagasta Femenino es la rama femenina del club de fútbol chileno del mismo nombre, perteneciente a la ciudad de Antofagasta de Chile. Milita actualmente en la Primera División de fútbol femenino de Chile, en donde participó por primera vez en 2017.

## Historia
Hasta el año 2010, en la ciudad de Antofagasta sólo existían clubes de fútbol femeninos laborales y agrupaciones locales dependientes de instituciones o clubes deportivos regionales. Luis Varas, quien oficiaba de Director Técnico, Preparador Físico y Dirigente, fue el mayor propulsor del fútbol femenino en la ciudad, quien comenzó a organizar ligas femeninas y llevó a cabo una primera Selección Femenina de Antofagasta.
Posteriormente, el segundo semestre de 2015, un convenio entre Club de Deportes Antofagasta, fundado el año 1966, y la Fundación Sueño Olímpico, institución que fomenta el deporte a través de la ejecución de eventos deportivos con dimensión social y cultural de la I, II Y III región de Chile, permitió a la región nortina de Antofagasta y a otros clubes de la zona, incluir la Zona Norte al Torneo Nacional y así poder competir en la primera categoría del fútbol femenino, rama que el club no tenía en actividad.
La Fundación un par de años antes creó la Asociación de Fútbol Femenino Inclusión (AFFI), donde se organizó el campeonato de inclusión deportiva, en el que participaron 19 clubes y más de 700 jugadoras. Con dos divisiones, oro y plata, los equipos de la zona norte de Chile iban subiendo o bajando de acuerdo a su nivel. De estas jugadoras se comenzó a armar el primer plantel de la rama femenina de Club de Deportes Antofagasta.
En diciembre de 2015, se realizó el primer llamado a la comunidad deportiva femenina de la ciudad para una prueba masiva de jugadoras. La jornada tuvo como finalidad el inicio del proceso de detección, selección y desarrollo de jugadoras a partir de los 15 años de edad que participarían del Campeonato 2016 de Primera División.
El año 2016, primer año de formación del club, tanto el equipo adulto como la sub-17 se coronaron campeonas de un mini torneo oficial organizado por la ANFP entre equipos de la zona norte, como apronte para lo que sería la inclusión de esta zona al Campeonato Nacional, a partir del año 2016, año desde el cual el equipo forma parte de la división de honor del fútbol chileno femenino.

## Estadio

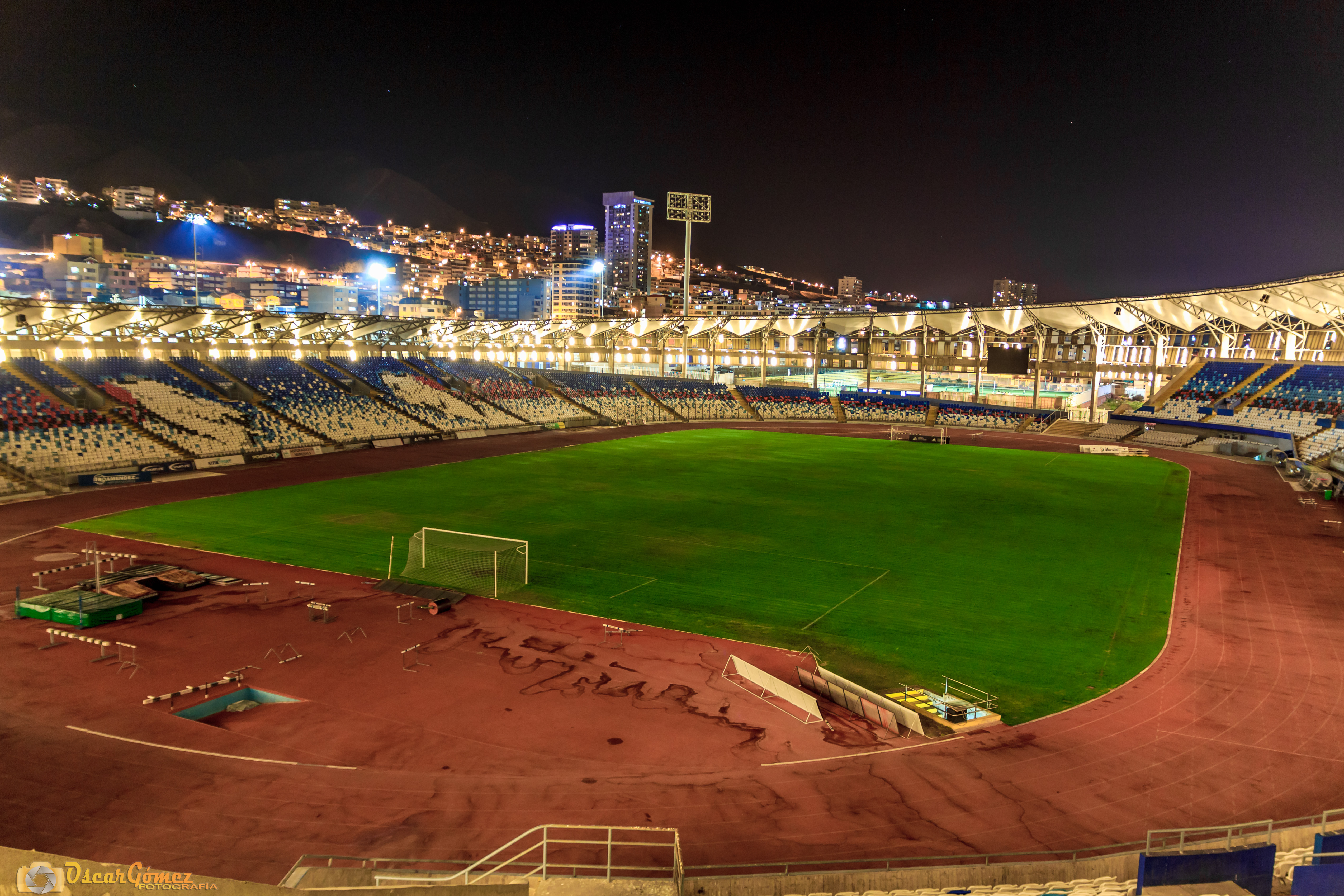
Imagen nocturna del Estadio Calvo y Bascuñán.

Club de Deportes Antofagasta Femenino juega de local en el Estadio Regional Calvo y Bascuñán de Antofagasta, tanto en la cancha principal como en la cancha N.º 3, recinto que es propiedad de la Ilustre Municipalidad de Antofagasta. Si bien el recinto deportivo se planificó para ser una subsede para la Copa Mundial de Fútbol de 1962, finalmente se inauguró el 8 de octubre de 1964, en los terrenos del antiguo Club Hípico de Antofagasta por el presidente de la República Jorge Alessandri Rodríguez. Originalmente tenía capacidad para 35.000 personas, la cual se fue reduciendo. En el año 2007 la municipalidad decidió demoler una de las galerías para construir un escenario para espectáculos quedando su capacidad en 26.339 espectadores aproximadamente.
En 1987 el recinto deportivo fue sede del Mundial Juvenil Sub-20 recibiendo a las selecciones de República Federal de Alemania, Bulgaria, Arabia Saudita, Estados Unidos y Escocia.
Desde que debutaron en el fútbol profesional en 1966, el plantel masculino de Deportes Antofagasta siempre ha ejercido su localía en el Estadio Regional antofagastino, sin embargo en el 2007 y por la instalación de la pista atlética tuvieron que ser locales en el Estadio Municipal de La Pintana en Santiago ante Deportes Puerto Montt, en el Estadio Municipal de Calama ante Huachipato y en el Estadio Carlos Dittborn de Arica ante Lota Schwager.
En el año 2011 se comienza el proyecto de remodelación del recinto deportivo en el marco del Proyecto Red Estadios Bicentenario y Proyectos Bicentenario de Minera Escondida. El recinto fue re- inaugurado el 23 de marzo de 2013 por el presidente de la República Sebastián Piñera Echenique. En una noche para el olvido y por descoordinación de la organización del evento, Deportes Antofagasta juega su primer partido en el remozado estadio cerca de la medianoche provocando críticas a la alcaldesa Karen Rojo.
En 2015 fue sede de la Copa América en donde se jugaron los partidos Uruguay contra Jamaica y Paraguay contra Jamaica.
Durante el año 2018, Club de Deportes Antofagasta Femenino utilizó en diversos partidos, la cancha N.º 3 del Estadio Calvo y Bascuñán.

## Indumentaria
| Período       | Proveedor |
| ------------- | --------- |
| 2017 - 2019   | Kuden     |
| 2020          | Training  |
| 2021-presente | Claus7    |

| Período       | Patrocinador       |
| ------------- | ------------------ |
| 2017-2019     | Puerto Antofagasta |
| 2020          | SQM                |
| 2021          | Minera Escondida   |
| 2022-presente | SQM                |

## Entrenadores
- Quémel Farías (2016-2019)
- Istvan Jozsi (2019-2020)[6]
- Mario Véner (2020-2020)[7]
- Aldo Chanampa (2020-2021)[8]
- Luciano Poggi (2021-2021)[9]
- Richard Olivares (2021-2022)[10]
- Angie Vega (2022-2023)[11]
- Aldo Chanampa (2024-)